# كارمن إجليسياس
ماريا ديل كارمن إجليسياس كانو، وتُعرف اختصارًا باسم كارمن إجليسياس، (بالإسبانية: Carmen Iglesias)‏ هي كونتيسة خسبرت. وُلدت في مدريد في 16 مارس عام 1942. هي مُؤرخة وأستاذة أكاديمية إسبانية وخبيرة في دراسات القرن الثامن عشر. هي عضوة في الأكاديمية الملكية للتاريخ منذ عام 1991، وهي المؤسسة التي تديرها منذ عام 2014، لتكون بذلك أول امرأة تشغل هذا المنصب.
بالمثل، فهي عضوة في الأكاديمية الملكية الإسبانية منذ عام 2000. وكانت مُشرفة أكاديمة على الإنفانتا كريستينا دي بوربون ومعلمة فيليب السادس ملك إسبانيا.